# Atacira
Atacira từng là một chi bướm đêm thuộc họ Noctuidae. Hiện tại nó được coi là đồng nghĩa của Eutelia.

## Các loài
- Atacira approximata (Walker, 1863)
- Atacira olivaceiplaga (Bethune-Baker, 1906)